# Shams-ud-din Daud Shah II
Shams-ud-din Daud Shah II fut sultan de l'Empire Bahmanide durant une courte période de l'année 1397. Il succéda à son frère, qui régnait à peine depuis quelques mois, après l'avoir fait aveugler et emprisonner.

## Un règne turbulent
Daud était très jeune lorsqu'il monta sur le trône, et c'était celui qui l'avait élevé au pouvoir qui avait le contrôle du pays. Ce dernier, voyant une menace dans deux membres de la famille royale, Firoz et Ahmad, voulait les faire emprisonner. Les deux frères apprirent la conspiration et s'enfuirent rapidement vers Sagar. Ils attaquèrent ensuite directement le palais royal et tuèrent le premier ministre et son fils. Daud fut aveuglé et emprisonné jusqu'à la fin de ses jours, laissant Firoz devenir sultan et Ahmad premier ministre.

## Sources
http://www.indhistory.com/bahamani-dynasty.html